# 矢島八郎

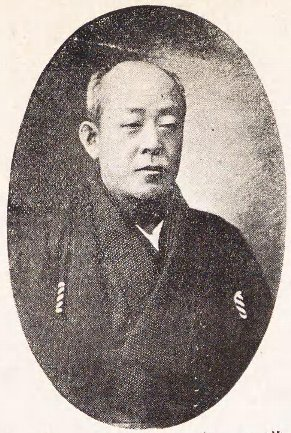
矢島八郎

矢島 八郎（やじま はちろう、1850年12月30日（嘉永3年11月27日）- 1921年（大正10年）9月7日）は、日本の政治家、実業家。衆議院議員。初代高崎町長、初代高崎市長でもある。族籍は群馬県平民。

## 経歴
上野国高崎宿新町（現群馬県高崎市）出身。伝馬問屋年寄役・八郎右衛門と泰子の長男。家は代々高崎町の運送問屋であった。13歳の時父八郎右衛門が病没した。直ちに父の業を継ぎ、問屋兼年寄役となった。
高崎町会議員、群馬県会議員などを経て、1892年に第2回衆議院議員総選挙に出馬し初当選。憲政会に属し、3期在任し任期中に上下水道や電気の整備等多くの近代化事業を行った。1889年に初代高崎町長に、また1900年に初代高崎市長に就任。1906年まで務めた。
ほかに、上野鉄道取締役、碓氷馬車鉄道社長、高崎商工会会長、高崎米穀取引所頭、高崎自治会会長、高崎尚武会会長などの要職を歴任した。
死後の1930年、観音山に銅像が建立された。

## 人物
- 文久2年（1862年）の御伝馬事件に連座した父八郎右衛門が事件未解決のなか死去すると、14歳の矢島は嘆き悲しみ断食を行った。感動しない者はいなかったという。
- 高崎駅の開業に際し、私有地を提供した。そのため、新地名を「矢島町」とする案が浮上した。しかし、矢島が固辞したため、「八島町」という地名になった。